# Ferrocarril Huancayo-Huancavelica
El ferrocarril Huancayo-Huancavelica, llamado popularmente “tren Macho”, es un histórico y legendario ferrocarril en actual funcionamiento. Con una extensión de 128 km., une las ciudades de Huancayo y Huancavelica, en la sierra central del Perú.
Se construyó gracias a la influencia del ministro de Fomento Celestino Manchego Muñoz durante el Gobierno del presidente Augusto Leguia.

## Antecedentes históricos
Este ferrocarril nace por ley 667 del 20 de noviembre de 1907. Originalmente diseñado para llegar hasta Castrovirreyna y Ayacucho. Los primeros estudios los llevó a cabo el señor Carlos Weber. En ese mismo año los trabajos se iniciaron con fondos del Estanco del Tabaco, pero la construcción era muy lenta y fue paralizado en 1910, cuando se había avanzado 20 km de terraplenes y 8 de rieles.
El 2 de septiembre de 1910, Carlos B. Eddy y el gobierno firmaron un contrato para la construcción desde el punto hasta el que se habían detenido. No se hizo ningún trabajo por muchos años bajo este nuevo contrato. Las obras fueron reiniciadas por el propio gobierno en 1918.
Le dicen el Tren Macho porque hasta hace pocos años, debido a la diversos factores no tenía la debida atención técnica, así que popularmente se difundió la creativa leyenda del tren que “parte cuando quiere y llega cuando puede”. Es uno de los dos únicos ferrocarriles que son todavía de propiedad del Estado en el Perú. Tiene 148 km de longitud. La trocha era de 0,914 m pero más recientemente fue retrochado a la trocha estándar de 1,435 m. Fue entregado al tráfico en el año 1926 un sector inicial de 77 km y el resto en 1933. El ministro Celestino Manchego Muñoz, decidió ampliar la ruta a Huancavelica para dar impulso a la zona.
Se llegó a construir algunos kilómetros adicionales, rumbo a Castrovirreyna y Ayacucho, no obstante, las dificultades técnicas y los continuos deslizamientos de tierras, condicionaron la cancelación de obras.

## Material rodante
- Tres Baldwin 2-6-0 # 101, 102, 103 de entre 1921 y 1924 usadas en el servicio rápido;
- Una Baldwin 2-8-2 "Presidente Leguía" de 1927; y,
- Una Henschel 2-8-2 # 104 de 1950.
- Otras locomotoras fueron adquiridas y transferidas después a Cusco-Santa Ana.
- También poseía autocarriles International y Wickham.
- Material rodante actual:  2 Autovagones Kinki Sharyo N°31 y 32. más otro Autovagon  N°30 incorporado en el 2018.
- Locomotoras actuales: MLW DL535E  N° 535 y otra fuera de servicio MLW DL535E  N°536 de 1200 HP cada una.

## Estaciones

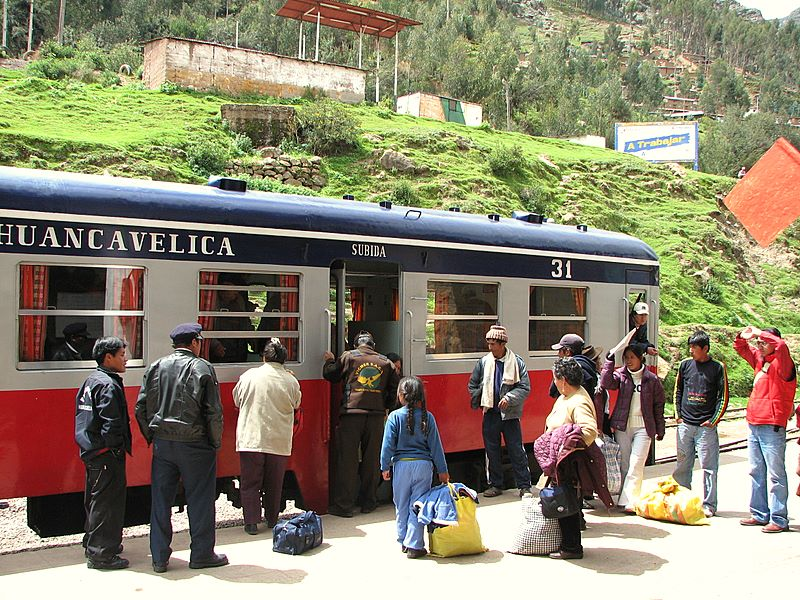

### Locomotoras desde 1926 del H-H
| N.º | Tipo  | Marca    | N.º fábrica | Año  | Comentario                               |
| --- | ----- | -------- | ----------- | ---- | ---------------------------------------- |
| 101 | 2 6 0 | Baldwin  | 57796       | 6/24 | ex #1, #32,                              |
| 102 | 2 6 0 | Baldwin  | 54261       | 1/21 | ex #2                                    |
| 103 | 2 6 0 | Baldwin  | 54262       | 1/21 | ex #3                                    |
| 104 | 2 8 2 | Henschel | 26483       | 1951 | ex #11                                   |
| 105 | 2 8 2 | Henschel | 26484       | 1951 | ex #12, al FC Cuzco-Santa Ana #105, #122 |
| 106 | 2 8 2 | Baldwin  | 60101       | 8/27 | ex #6                                    |
| 107 | 2 8 0 | Hunslet  | 1795        | 1936 | ex FC Trujillo #30, #22, restaurada      |
| 108 | 2 8 0 | Hunslet  | 3413        | 1947 | ex FC Trujillo #31                       |
| 109 | 2 8 2 | Henschel | 26403       | 1950 | ex FC Lima Lurin #12                     |

### Locomotoras diésel
| N.º        | Tipo                            | Marca | N.º fábrica | Año  | Comentario                                |
| ---------- | ------------------------------- | ----- | ----------- | ---- | ----------------------------------------- |
| 431        | Diésel-eléctrica de C-C 1200 Hp | Alco  | 84667       | 8/63 | DL 543B ex FC Central convertida a 914 mm |
| 432        | C EL D/Eléctrica C-C            | -     | -           | -    | -                                         |
| 433 al 435 | D/Eléctricas C-C                | MLW   | M6078 01 03 | 9/74 | -                                         |

## Estaciones[3]
- Chilca (Huancayo)
- Manuel Tellería
- Izcuchaca
- M. Cáceres
- Acoria
- Yauli
- Huancavelica

## Horarios de salida
El servicio para pasajeros es interdiario:
- De Huancavelica a Huancayo: Martes, jueves y sábado a horas 6:30 a. m.
- De Huancayo a Huancavelica: Lunes, miércoles y viernes a horas 6:30 a. m.

## Datos técnicos
- Altitud: 3680  m s. n. m. en Huancavelica. 2819 m s. n. m. en M. Cáceres. Este ferrocarril iba a ser el más alto del Perú y del mundo sobrepasando al Central de 4 810 m s. n. m., puesto que en la sección a Castrovirreyna, que no llegó a construirse, hubiera alcanzado los 4 960 m s. n. m..
- Pendiente: 3.5 %
- Curvas: radio máximo de 80 m
- Balasto: grava y piedra chancada
- Durmientes: de 2 m espaciados cada 1.7 m
- Rieles: 50 libras por yarda
- Combustible: inicialmente carbón, petróleo y actualmente diésel y gas natural
- Puentes: 15.[6]

| Nombre      | Año de construcción | Longitud en metros | Kilómetro de ubicación |
| ----------- | ------------------- | ------------------ | ---------------------- |
| Chancas     | 1915                | 192.94             | 6.000                  |
| Acostambo   | 1915                | 48.23              |                        |
| Tambillo    | 1925                | 10.13              | 68.776                 |
| Chinche     | 1925                | 29.41              | 79.000                 |
| Ychu N.º 1  | 1925                | 27.12              | 84.562                 |
| Habaschacra | 1925                | 10.13              | 92.725                 |
| Acoria      | 1925                | 10.13              | 94.625                 |
| Ychu N.º 2  | 1925                | 29.41              | 101.356                |
| Ambato      | 1925                | 10.13              | 109.389                |
| Ambatito    | 1925                | 30.40              | 110.540                |
| Yauli Chico | 1925                | 10.13              | 111.503                |
| Matipacana  | 1925                | 10.13              | 114.403                |
| Condorsenja | 1925                | 10.13              | 119.100                |
| Pomachaca.  | 1925                | 10.13              | 122.208                |
| Huaylacucho | 1925                | 10.13              | 125.234                |

- Túneles: 38 entre 20 y 152 metros de extensión

## Modernización del Tren Macho
En 2004, el Ministerio de Transportes y Comunicaciones anunció su proyecto de concesión para su Servicio Rápido de Autovagón y Autocarril.
Los trabajos para la modernización del tren macho empezaron en 2008. En 2009 el Ferrocarril Huancayo-Huancavelica, que era de trocha angosta, fue ensanchado a la trocha estándar, quedando plenamente integrado con el Ferrocarril Central del Perú y pasando a formar parte de éste. Por ello, el tiempo de viaje desde Huancayo hasta Huancavelica vía férrea de trocha estándar quedó reducido de seis a tres horas. De esa manera Huancavelica, capital de una de las regiones más pobres del Perú, quedó unida por un tramo de 128 km con el pujante centro comercial de Huancayo. Asimismo quedó conectada con Huancayo, Jauja, La Oroya, Cerro de Pasco y Lima por medio del Ferrocarril Central, lo que le permitirá contar con una poderosa herramienta para impulsar su producción agropecuaria, su comercio y su turismo.
El proyecto responde a un esquema DFBOT (design, finance, build, operate and transfer), por lo que el futuro concesionario estará a cargo de la elaboración de los Estudios Definitivos de Ingeniería de las Obras y del Material Rodante, así como del Estudio de Impacto Ambiental Semidetallado. Asimismo, se hará cargo de la ejecución de las Obras de Rehabilitación y de la Provisión del Material Rodante, para posteriormente, brindar el servicio de transporte ferroviario, a través de un Operador, así como dar el mantenimiento de la infraestructura y del Material Rodante.
El estado del proyecto es el siguiente:
- Las Bases del Concurso de Proyectos Integrales para la Concesión del Proyecto "Rehabilitación Integral del Ferrocarril Huancayo Huancavelica" se encuentran publicadas.
- El 29 de agosto de 2016 se publicó el Proyecto de Versión Final del Contrato de Concesión al 24 de agosto de 2016, el cual fue remitido para opinión de las entidades involucradas (Ministerio de Transportes y Comunicaciones, Ministerio de Economía y Finanzas y OSITRAN).
- Mediante Oficio Nº899-2016-MTC/02, recibido el 23 de septiembre de 2016, el MTC comunicó formalmente a PROINVERSIÓN su decisión de modificar la capacidad máxima de carga de la vía a veinte (20) toneladas por eje y solicitó actualizar los estudios correspondientes en ese sentido.
- Mediante Oficio N° 4290-2017-MTC/25 recibido con fecha 17 de octubre de 2017, el MTC comunicó la declaración de viabilidad del Proyecto en el marco del Sistema Nacional de Programación Multianual y Gestión de Inversiones.
- Se encuentra publicado el Sexto Proyecto de Contrato de Concesión, el cual ha sido comentado por los Interesados en el Concurso. Próximamente se publicará el proyecto de Versión Final del Contrato de Concesión.